# Serrivomer beanii
Serrivomer beanii is een straalvinnige vissensoort uit de familie van zaagtandalen (Serrivomeridae). De wetenschappelijke naam van de soort is voor het eerst geldig gepubliceerd in 1883 door Gill & Ryder.